# Carlo Alberto Graziani
Carlo Alberto Graziani (ur. 29 marca 1943 w Rzymie) – włoski polityk, prawnik i nauczyciel akademicki, od 1986 do 1989 poseł do Parlamentu Europejskiego.

## Życiorys
W 1967 ukończył studia prawnicze na Uniwersytecie Rzymskim „La Sapienza”. W pracy naukowej specjalizował się w prawie cywilnym, rolnym i prywatnym, uzyskał tytuł profesora zwyczajnego. Wykładał m.in. na wydziałach prawa Uniwersytetu w Sienie i Uniwersytetu w Maceracie (tam także na wydziale politologii). Na drugiej z uczelni od 1985 do 1986 był dziekanem wydziału prawa, a od 1996 do 2004 kierownikiem katedry porównawczego prawa prywatnego i pracy. Opublikował liczne prace naukowe, działał także w stowarzyszeniach prawniczych.
W 1971 wstąpił do Włoskiej Partii Komunistycznej. Z jej ramienia był m.in. radnym gminy Villetta Barrea. W 1984 bez powodzenia kandydował do Parlamentu Europejskiego, mandat uzyskał 20 czerwca 1986 w miejsce zmarłego Altiero Spinellego. Przystąpił do Grupy Sojuszu Komunistycznego, należał m.in. do Komisji ds. Środowiska Naturalnego, Zdrowia Publicznego i Ochrony Konsumentów oraz Delegacji ds. stosunków z państwami Azji Południowej. W latach 1993–2004 kierował Parkiem Narodowym Monti Sibillini, zasiadał też w zarządzie Europarc-Italia. Później związał się z koalicją Lewica, Ekologia, Wolność, z jej listy kandydował w 2010 w wyborach samorządowych.